# West Wendover
West Wendover ist eine City im Elko County im US-Bundesstaat Nevada. West Wendover hat eine Fläche von 19,4 km². Das U.S. Census Bureau hat bei der Volkszählung 2020 eine Einwohnerzahl von 4.512 ermittelt. 
West Wendover liegt an der Ostgrenze von Nevada und der Westecke der Großen Salzwüste (Great Salt Lake Dessert) und grenzt an die Stadt Wendover in Utah, mit der sie oft verwechselt wird. Sie liegt an der Interstate 80. Wegen der Nähe und der wirtschaftlichen Verbindungen zu Utah liegt West Wendover in der Mountain Time Zone, während im übrigen Nevada die Pacific Time Zone gilt. 
West Wendover ist eine wohlhabende Stadt, die von einem hohen Steueraufkommen aus der Glücksspielindustrie in Nevada profitiert. Der Ort betreibt fünf vollausgestattete Casinohotels: The Red Garter, Wendover Nugget, Rainbow, Peppermill und Montego Bay. Das weitaus ärmere Wendover in Utah wünscht aus diesem Grund eine Eingemeindung nach West Wendover, ein Wunsch, der von den Bewohnern West Wendovers geteilt wird. Bis heute ist hierüber aber nicht entschieden worden. 
Einige Meilen entfernt liegen die Bonneville Flats, ein Teil der Großen Salzwüste, der aufgrund seiner Ebenheit und Größe oft für Geschwindigkeits-Weltrekordversuche genutzt wird. 